# Lenguas uralo-altaicas
Las lenguas uralo-altaicas constituyen una propuesta considerada obsoleta de grupo filogenético de lenguas que agruparía a los grupos de lenguas urálico y altaico. Hoy en día esta agrupación es debatida por los lingüistas, debido a la falta de pruebas relevantes en favor de esta división (que originalmente se basó entre otros en factores raciales e históricos, no relacionados directamente con lengua y en factores tipológicos que pueden revelar contacto prolongado pero no parentesco filogenético).

## Historia
En el siglo XIX era común en la antropología lingüística usar criterios raciales o culturales para proponer esquemas preliminares de la clasificación de lenguas del mundo. Así la idea de confluir en un solo grupo a idiomas urálicos y altaicos se refiere básicamente al origen étnico de los grupos humanos que las hablan, que en su gran mayoría pertenecen a grupos humanos euroasiáticos y mongoloides, como los magiares (húngaros), fineses (finlandeses), turcos, mongoles, turcomanos, etc.
Además de los argumentos raciales, también se arguyó la existencia de rasgos tipológicos comunes en las lenguas altaicas y urálicas como:
- Los dos grupos de lenguas tienden a ser altamente aglutinantes y con caso morfológico de tipo aglutinante.
- Los dos grupos de lenguas suelen ser de núcleo final: colocan el modificador antes que el modificado, usan postposiciones en lugar de preposiciones y colocan el verbo al final de la frase (SOV).
- Un buen número de estas lenguas posee sinarmonía vocálica.
- Ausencia de género gramatical, a diferencia de lenguas geográficamente cercanas como las indoeuropeas y las afrosiáticas.

Actualmente se interpreta que los rasgos anteriores podrían haberse expandido entre diferentes familias por sprachbund o podrían deberse por la misma teoría a simples universales lingüísticos, por lo tanto las coincidencias superficiales señaladas no permiten afirmar que debió existir una protolengua, antecesora común a las actuales lenguas altaicas y urálicas. Es más, la propia propuesta de que las lenguas altaicas forman una familia está en duda, aunque no del todo debida a evidencias que permitan reconstruir un proto-altaico, para cuya tarea la capacidad de los lingüistas en la actualidad es escasa.

### Comparación léxica
El siguiente cuadro compara los numerales reconstruidos para diversos ramas de las lenguas altaicas y las lenguas urálicas, como puede verse dicha breve lista de numerales no parece mostrar evidencias de parentesco entre las lenguas urálicas y las lenguas altaicas:
| GLOSA    | Urálico        | Urálico          | Urálico         | Altaico        | Altaico      | Altaico          | Altaico        |
| GLOSA    | PROTO- URÁLICO | PROTO- FINOÚGRIO | PROTO- SAMOYEDO | PROTO- ALTAICO | PROTO- TURCO | PROTO- MONGÓLICO | PROTO- TUNGÚS  |
| -------- | -------------- | ---------------- | --------------- | -------------- | ------------ | ---------------- | -------------- |
| 'uno'    | *ükte          | *wik-tɨ          | *uk-            | *byuri         | *bir         | *nigə(n)         | *əmun / *əmkən |
| 'dos'    | *käktä         | *kek-tɨ          | *sid-           | *puču          | *buč-        | *koyar           | *dʐuru         |
| 'tres'   | *kolme         | *koləm           | *nagur          | *ilu           | *ölöng       | *gurban          | *ilan          |
| 'cuatro' | *neljä         | *ńeljä           | *tʲet-          | *torʲ-         | *dört        | *dörben          | *dujin         |
| 'cinco'  | *witte         | *wit-tɨ          | *somplaŋk       | *tu            |              | *tabun           | *tun-          |
| 'seis'   | *kutte         | *kwaðʲ-tɨ        | *motuq          | *ńu-           |              | *jirgu-          | *ńiŋu          |
| 'siete'  | *śäjćem        | *śećɨm           | *seqw           | *ŋadi          | *jeti        | *doluxən         | *nadən         |
| 'ocho'   |                | *10-2            | *2x4            | *ĵa            | *sekür       | *naimən          | *dʐakpun       |
| 'nueve'  |                | *10-1            | *10-1           | *keg-          |              | *yersün          | *ujin          |
| 'diez'   |                | *loki            | *juq(?)         | *tyub-         |              | *xarbən          | *dʐuan         |